# شورابة ملك
شورابة ملك (بالفارسية: شورابه ملک) هي قرية تقع في قسم نبوت الريفي (مقاطعة إيوان) في إيران. يقدر عدد سكانها بـ 180 نسمة بحسب إحصاء 2016.